# Chutar Zblany
Chutar Zblany (biał. Хутар Збляны; ros. Хутор Збляны, Chutor Zblany; hist. Zblany) – wieś na Białorusi, w obwodzie grodzieńskim, w rejonie lidzkim, w sielsowiecie Bielica.

## Historia
W XIX i w początkach XX w. folwark Zblany położony w Rosji, w guberni wileńskiej, w powiecie lidzkim, w gminie Bielica. Należał wówczas do książąt Wittgensteinów.
W dwudziestoleciu międzywojennym kolonia Zblany leżała w Polsce, w województwie nowogródzkim, w powiecie lidzkim, w gminie Bielica. W 1921 kolonia liczyła 91 mieszkańców, zamieszkałych w 17 budynkach, w tym 62 Polaków i 29 Białorusinów. 66 mieszkańców było wyznania prawosławnego i 25 rzymskokatolickiego.
Po II wojnie światowej w granicach Związku Sowieckiego. Od 1991 w niepodległej Białorusi.